# Microgenia
Per microgenia in medicina si intende un mento insolitamente piccolo o deformato.
La condizione opposta, un mento allargato, si chiama "macrogenia".

## Cause
Può verificarsi in qualunque individuo, ma è spesso un segno della sindrome di Down.